# Katarzyna Kłys

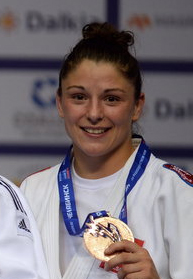
Katarzyna Kłys (2014)

Katarzyna Kłys (* 23. April 1986 in Bielsko-Biała als Katarzyna Piłocik) ist eine ehemalige polnische Judoka, die 2014 Weltmeisterschaftsdritte war.

## Sportliche Karriere
Katarzyna Piłocik war Fünfte der Kadetteneuropameisterschaften 2002 in der Gewichtsklasse bis 57 Kilogramm. Ab 2004 kämpfte sie im Mittelgewicht, der Gewichtsklasse bis 70 Kilogramm. Im September 2004 belegte sie bei den Junioreneuropameisterschaften den zweiten Platz hinter der Ungarin Anett Mészáros. Einen Monat später gewann sie eine Bronzemedaille bei den Juniorenweltmeisterschaften. Der Durchbruch bei den Erwachsenen gelang ihr bei den Europameisterschaften 2007 in Belgrad, als sie die Silbermedaille hinter der Französin Gévrise Émane erkämpfte. Bei den Olympischen Spielen 2008 in Peking schied sie in der ersten Runde nach 2:12 Minuten gegen Ronda Rousey aus den Vereinigten Staaten aus.
Im Oktober 2009 gewann Katarzyna Kłys ihren ersten polnischen Meistertitel, weitere folgten von 2010 bis 2012 sowie 2014 und 2015. Ende 2011 belegte sie den dritten Platz beim Grand-Slam-Turnier in Tokio. Bei den Europameisterschaften 2012 in Tscheljabinsk erreichte sie das Finale mit einem Sieg über die Slowenin Raša Sraka, im Finale unterlag sie der Niederländerin Edith Bosch. Bei den Olympischen Spielen 2012 in London schied sie wie vier Jahre zuvor in der ersten Runde aus. Diesmal unterlag sie nach 2:16 Minuten der Chinesin Chen Fei.
Nach einer Mutterschaftspause kehrte Katarzyna Kłys 2014 aus die Judomatte zurück. Bei den Europameisterschaften in Montpellier bezwang sie in ihrem ersten Kampf Gévrise Émane, schied aber im Achtelfinale gegen die Österreicherin Bernadette Graf aus. Zwei Wochen später belegte sie den dritten Platz beim Grand-Slam-Turnier in Baku. Bei den Weltmeisterschaften in Tscheljabinsk unterlag sie im Viertelfinale der Kroatin Barbara Matić. Mit Siegen über die Kanadierin Kelita Zupancic und die Niederländerin Kim Polling erkämpfte Kłys eine Bronzemedaille. Im November belegte sie den dritten Platz beim Grand-Slam-Turnier in Abu Dhabi.
Die Europameisterschaften 2015 wurden im Rahmen der Europaspiele 2015 in Baku ausgetragen. Katarzyna Kłys verlor im Viertelfinale gegen Bernadette Graf, erreichte aber mit einem Sieg über Juliane Robra aus der Schweiz den Kampf um Bronze. Nach ihrer Niederlage gegen die Deutsche Szaundra Diedrich belegte sie den fünften Platz. Bei den Weltmeisterschaften in Astana schied sie im Achtelfinale gegen Kim Polling aus. Im Mannschaftswettbewerb gewannen die Polinnen die Silbermedaille. Ende Oktober erkämpfte sie wie im Vorjahr einen dritten Platz in Abu Dhabi. 2016 schied sie bei den Europameisterschaften in Kasan in ihrem ersten Kampf gegen die Ungarin Szabina Gercsák aus. Im Mannschaftswettbewerb gewannen die Polinnen den Titel. Bei den Olympischen Spielen in Rio de Janeiro gewann Katarzyna Kłys in ihrem ersten Kampf gegen die Usbekin Gulnoza Matniyazova, im Achtelfinale unterlag sie der Spanierin María Bernabéu. Das letzte große Turnier ihrer Karriere bestritt Kłys vor polnischem Publikum bei den Europameisterschaften 2017 in Warschau. Nachdem sie im Viertelfinale gegen Barbara Matić verloren hatte, erreichte sie mit einem Sieg über Aleksandra Samardžić aus Bosnien-Herzegowina den Kampf um Bronze. Nach ihrer Niederlage gegen die Französin Marie-Ève Gahié beendete sie ihre Karriere mit einem fünften Platz.